# Kajakse jezik
Kajakse jezik (ISO 639-3: ckq; kadjakse, kajeske, kawa tadimini, kujarke, mini), jedan od afrazijskih jezika istočnočadske skupine čadskih jezika, kojim govori 10 000 ljudi (Bender 1983) u čadskoj regiji Ouaddaï, na području departmana Djourf-Al-Ahmar, južno i istočno od Am Dama, i nešto izbjeglih u Sudanu u blizini granice.
Kajakse je djelimice razumljiv jezicima masmaje [mes] i mubi [mub]. Klasificira se podskupini mubi.

## Vanjske poveznice
- Ethnologue (14th)
- Ethnologue (15th)